# ژوزه بوسینگوا
ژوزه بوسینگوا داسیلوا (زادهٔ ۲۴ اوت ۱۹۸۲) بازیکن سابق فوتبال اهل پرتغال بود.
وی فوتبال حرفه‌ای را از تیم بوآویستا شروع کرده و در فصل ۰۴-۲۰۰۳ به باشگاه پورتو پیوست، بوسینگوا در تاریخ ۱۱ مه ۲۰۰۸ با قراردادی به ارزش ۲۰.۶ میلیون یورو (۱۶.۳ میلیون پوند) به تیم چلسی منتقل شد. وی پس از چهار سال حضور در چلسی و پس از اتمام قرارداد در تاریخ ۱۷ آگوست ۲۰۱۲ با قراردادی سه ساله به عضویت باشگاه کویینز پارک رنجرز درآمد.
از افتخارات بوسینگوا می‌توان به ۴ بار قهرمانی در لیگ پرتغال به همراه تیم پورتو، یک قهرمانی با تیم چلسی در لیگ برتر انگلستان و همینطور ۲ قهرمانی در لیگ قهرمانان اروپا به همراه تیم‌های پورتو و چلسی اشاره کرد.

## افتخارات

### باشگاه

#### پورتو
- لیگ قهرمانان اروپا
- قهرمان (۱): ۰۴-۲۰۰۳
- لیگ برتر فوتبال پرتغال
- قهرمان (۴): ۰۴–۲۰۰۳، ۰۶–۲۰۰۵، ۰۷–۲۰۰۶، ۰۸–۲۰۰۷
- جام حذفی فوتبال پرتغال
- قهرمان (۱): ۰۶–۲۰۰۵

سوپر جام فوتبال پرتغال
- قهرمان (۳): ۲۰۰۳، ۲۰۰۴، ۲۰۰۶

#### چلسی
- لیگ قهرمانان اروپا
- قهرمان (۱): ۱۲-۲۰۱۱
- لیگ برتر انگلستان
- قهرمان (۱): ۱۰-۲۰۰۹
- جام حذفی فوتبال انگلستان
- قهرمان (۳): ۰۸–۲۰۰۹، ۱۰-۲۰۰۹، ۱۲-۲۰۱۱

جام خیریه انگلستان
- قهرمان (۱): ۲۰۰۹

### شخصی
- جام ملت‌های اروپا ۲۰۰۸: قرار گرفتن در تیم منتخب